# Kebun Baru (Kayu Aro)
Kebun Baru is een bestuurslaag in het regentschap Kerinci van de provincie Jambi, Indonesië. Kebun Baru telt 1124 inwoners (volkstelling 2010).